# 让-巴蒂斯特·沙普·多特罗什
让-巴蒂斯特·沙普·多特罗什（法語：Jean-Baptiste Chappe d'Auteroche，法語發音：[ʒɑ̃ batist ʃap dotʁɔʃ]；1722年3月23日—1769年8月1日）是一位法国天文学家，因1761年和1769年对金星凌日的观察而闻名。

## 早期生活
沙普的早期生活所知不多，只知道1722年3月23日他出生在法国中部奥弗涅地区的一个贵族家庭中。后来成为一名醉心于天文研究的耶稣会牧师。他曾被任命为皇家天文台助理天文学家，并于1759年1月14日入选皇家科学院 。

## 地日距离
十八世纪中叶，天文学家对太阳系天体力学已有了相当的了解，但对太阳系的大小只知其大概。如果二颗行星间距离可测量的话，则所有其他天体间的距离都可借助开普勒行星运动定律计算出来。准确测量的最佳目标就是地球和金星间的距离，而通过金星凌日的观测就可计算出二者间的距离，当金星直接穿过地球和太阳之间时，会显示为一个划过太阳表面的小黑点。 
然而，金星凌日非常罕见，1761年之前发生在1639年，而1769年之后，将只会出现于1874年。测量的重要性引起了前所未有的国际合作，以便尽可能多地从世界各地获得不同的观察点。虽然当时全世界大部分地区都肆虐在七年战争中，但天文学家们还是得到了必须的安全通行证和介绍信，使他们能够到达相应的观察地点，并在各种学术团体的协调下进行观察。

## 1761年金星凌日

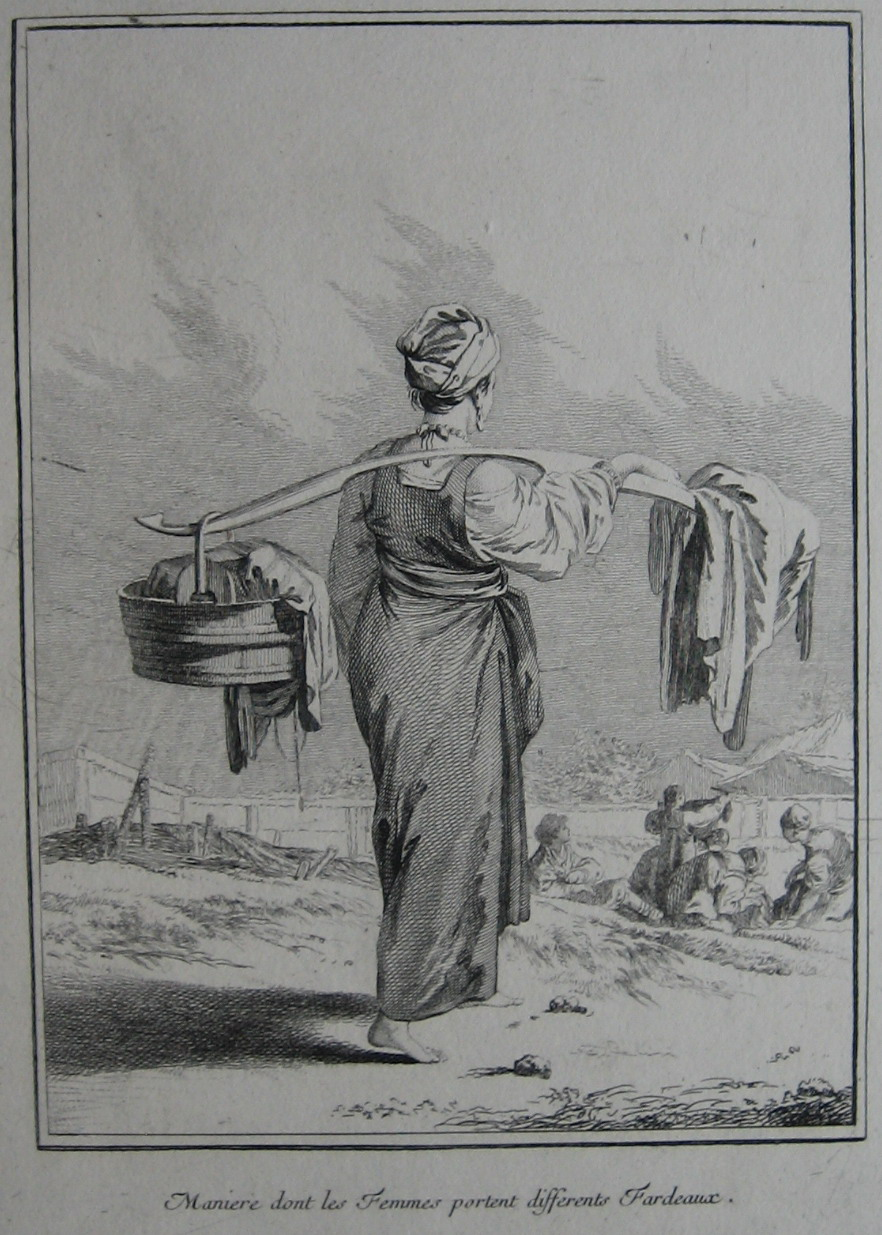
沙普《西伯利亚之旅》中的一幅插图，由让·巴普蒂斯特·勒·普林斯创作的俄罗斯农妇版画。

沙普被派往西伯利亚托博尔斯克去观察预测发生于1761年6月6日的金星凌日。该趟旅行极为艰难，虽然他观察到了5月18日的月食，使他能计算出托博尔斯克的经度，但几乎无法按时抵达目的地。那年托博尔河和额尔齐斯河春汛洪涝特别严重，一些当地农夫也对这名带着"亵渎太阳"的奇怪装备的外国人怀有相当大的敌意。沙普不得不在一队武装哥萨克的保护下，才得以到达观察点。幸运的是，当地天气条件还是非常完美，让沙普观察到了整个凌日过程。后来，他在圣彼得堡发表了《金星凌日回忆及在西伯利亚托博尔斯克进行的天文和罗盘磁偏角观察》，直到1763年他才返回法国。
1768年，沙普在巴黎发表了他的俄罗斯旅行日记《1761年西伯利亚之旅》（《堪察加半岛记叙》，斯捷潘·克拉舍宁尼科夫译为俄语版）。由于文中揭露了一些俄国社会的阴暗面（特别描述了俄罗斯社会生活和人民恶化状况，以及仍所施行的农奴制度），不久一本驳斥或批评性匿名小册子（标题为《解毒或反驳精心印刷的标题为"西伯利亚之旅"之书》）很快传开，其作者通常被认为是叶卡捷琳娜二世本人。

## 经度测量
经度测量问题一直是天文研究的核心，一个多世纪以来，航海天文钟（marine chronometers）正不断变得更加精准。1764年沙普和物理学家亨利-路易·迪阿梅尔·迪蒙索（Henri-Louis Duhamel du Monceau）曾测试了 L'Hirondelle 护卫舰上一架由瑞士钟表匠费迪南·贝尔图制作的航海钟。

## 1769年金星凌日
为观察1769年的金星凌日，沙普将目的地选择在现今墨西哥下加利福尼亚州半岛顶端的圣何塞德尔卡沃米西翁区（Mission）。这次旅程和观察一切顺利，然而，当考察队准备返回时，该地区爆发了一场瘟疫（可能是黄热病）。沙普留在那里照料病人，但自己很快也被传染，并于1769年8月1日病逝。最后，只有一名考察队员带着沙普的观察资料和日记回到了巴黎。在他去世后，他的同事塞萨尔-弗朗索瓦·卡西尼·德·蒂里发表了他的旅程记述（《加利福尼亚州之旅，观察金星凌日》） 。

## 遗产
他对金星凌日观察所做的贡献，解决太阳系的大小问题。他的侄子克洛德·沙普深受《西伯利亚之旅》的激励，他和其兄弟一起，用信号灯和望远镜创建了第一个光学电报网 。

## 备注
1. ↑   (PDF), 法国科学院 , 2009年10月  [2009-11-15], （原始内容 (PDF)存档于2014-12-05）. （法文）
2. 1 2 3  ,  第3卷, 巴黎: 皮埃尔·拉鲁斯: 968页, 1866年. （法文）
3. ↑  .   [2017-10-19]. （原始内容存档于2017-04-01）.